# Openluchtmuseum

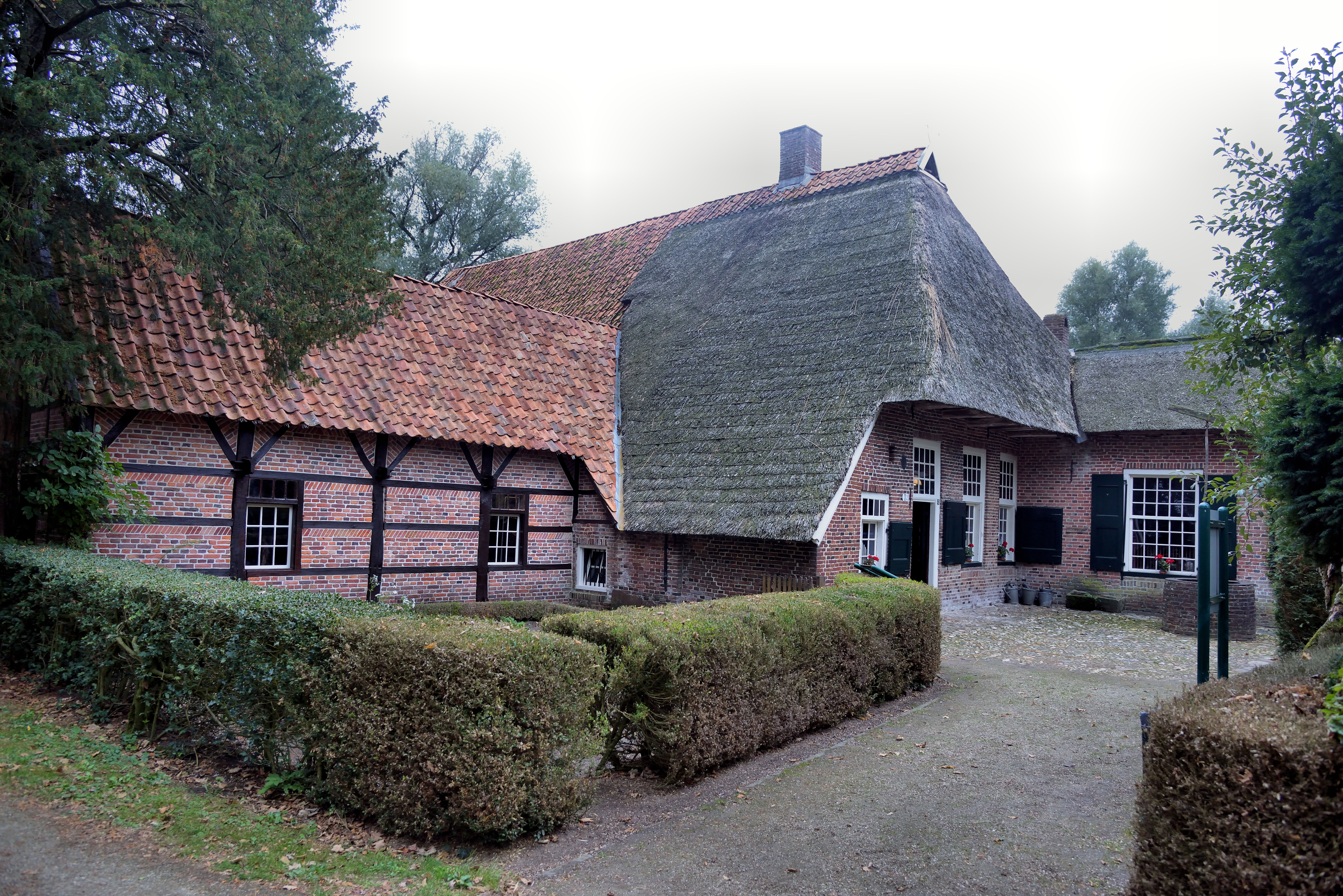
Boerderij in Erve Kots

Een openluchtmuseum is een museale tentoonstelling op een buitenterrein waar een collectie van karakteristieke of bijzondere opstallen zoals woonhuizen, boerderijen, industriegebouwen, of grote voorwerpen als schepen, onderhouden worden zodat deze door een breed publiek kunnen worden bezichtigd. Het kan gaan om een origineel gebouw op de originele plaats, een originele opstal die van elders is verplaatst, of om authentieke replica. Het concept van het openluchtmuseum komt uit Scandinavië. Zo  opende in 1881 in het Noorse Oslo de collectie van Koning Oscar van Zweden en Noorwegen, op het landgoed van zijn zomerpaleis.
Het bekendste openluchtmuseum van Nederland is het Nederlands Openluchtmuseum in Arnhem, waar huizen, boerderijen, fabrieken en molens uit het gehele land te zien zijn.
In Vlaanderen denkt men bij openluchtmuseum vaak aan Bokrijk, waar historische gebouwen uit alle Vlaamse provincies vanaf circa 1400 worden bewaard. Typisch voor Bokrijk is dat er in de gebouwen ook menselijke activiteiten (zoals ambachten) worden getoond. Als in een museum het leven en werken uit het verleden door mensen wordt nagespeeld, spreekt men van levende geschiedenis.
Een beeldenpark, zoals het Middelheimmuseum in Antwerpen, wordt ook wel openluchtmuseum genoemd.

## Openluchtmusea inNederland
(op volgorde van officiële plaatsnaam)
- Archeon, historisch themapark, te Alphen aan den Rijn
- Nederlands Openluchtmuseum, te Arnhem
- De Lebbenbrugge, te Borculo
- Veenpark, te Barger-Compascuum (gemeente Emmen)
- Hunebedcentrum, te Borger
- Bourtange, vesting (gemeente Vlagtwedde)
- IJzertijdboerderij, te Dongen
- Eindhoven Museum, Historisch Openluchtmuseum, te Eindhoven
- Zuiderzeemuseum, te Enkhuizen
- Boerenbondsmuseum, te Gemert
- Themapark De Spitkeet, te Harkema (gemeente Achtkarspelen)
- Museumpark Orientalis Heilig Land Stichting, Heilig Landstichting (gemeente Berg en Dal)
- Erve Kots, te Lievelde (gemeente Oost Gelre)
- Openluchtmuseum de Locht, te Melderslo
- Museum 't Fiskershúske, te Moddergat (Friesland)
- Limburgs Openluchtmuseum Eynderhoof, te Nederweert-Eind
- Openluchtmuseum It Damshûs, te Nij Beets
- Museum Oud-Oosterhout, te Oosterhout (Noord-Brabant)
- Kaap Skil, te Oudeschild
- Openluchtmuseum Los Hoes, te Ootmarsum
- Orvelte, monumentendorp  (Midden-Drenthe)
- Ellert en Brammertmuseum, te Schoonoord (Drenthe)
- Openluchtmuseum Het Hoogeland, te Warffum
- Zaanse Schans, te Zaandam (Zaanstad)

## Openluchtmusea inBelgië
- Openluchtmuseum Bachten de Kupe, te Izenberge (gemeente Alveringem)
- Middelheimmuseum, openluchtmuseum voor beeldhouwkunst, in het Nachtegalenpark, te Antwerpen
- Provinciaal Domein Bokrijk (gemeente Genk)
- Le Grand-Hornu, historisch industrieel mijnbouwcomplex, bij Boussu in de Borinage
- Fourneau Saint-Michel, te Saint-Hubert
- Beeldenpark in Sart-Tilman

## Openluchtmusea in Suriname, Indonesië en Japan
- Openluchtmuseum Fort Nieuw-Amsterdam
- Taman Mini Indonesia Indah, in Jakarta, Indonesië
- Huis ten Bosch, Japan

## Openluchtmusea in Europa

### Midden-Europa
- Archeologisch Park (APX), in Xanten, Noordrijn-Westfalen
- Volkskundig en Openluchtmuseum Roscheider Hof, in Konz, Rijnland-Palts
- In het openluchtmuseum Vogtsbauernhof, in Gutach, Baden-Württemberg, toont men de typische architectuur van het Zwarte Woud van de 17e tot 19e eeuw
- Paalwoningmuseum, aan het Bodenmeer, in Baden-Württemberg
- Romeins castellum Saalburg in Hessen, een na 1900 herbouwd castellum aan de Opper-Germaans-Raetische Limes.[2]
- Ballenberg nabij Brienz, Zwitserland
- Polabské národopisné muzeum in Přerov nad Labem, Tsjechië
- Etnografisch Openluchtmuseum Szabadtéri Néprajzi Múzeum, in Szentendre, Hongarije

### Noord-Europa
- Skansen in Stockholm, een openluchtmuseum met oude huizen uit heel Zweden. Het is aan het eind van de 19e eeuw opgericht en is daarmee een van de oudste musea in zijn soort ter wereld. Er zijn ook andere openluchtmusea naar genoemd.[3] Zweden kent verder vele kleine openluchtmusea, zie Hembygdsgård.
- Wadköping in Örebro, Zweden
- Norsk Folkemuseum op Bygdøy in Oslo, Noorwegen
- Maihaugen in Lillehammer, Noorwegen
- Den Gamle By (het oude stadje) in Aarhus, Denemarken
- Ests openluchtmuseum (Eesti Vabaõhumuuseum) in Rocca al Mare, Tallinn, Estland
- Árbæjarsafn in Reykjavik, IJsland
- Skógasafn in Skógar, IJsland

### Centraal-Europa en Balkan
- Staro selo, Kumrovec, Kroatië
- Dorpsmuseum in Boekarest, Roemenië
- Malyje Korely, bij Archangelsk, in Noord-Rusland

## Openluchtmusea in andere landen
- Popeye Village in Mellieħa, Malta
- Weald and Downland Living Museum in Singleton, Engeland
- Spaans Dorp (Poble Espanyol) in Barcelona (Spanje)
- South Park City in Fairplay, VS
- Museum of Appalachia, Norris, VS